# Lena Piękniewska
Lena Bem z domu Piękniewska (ur. 25 lipca 1980 w Poznaniu) – polska piosenkarka jazzowa.

## Wykształcenie
Jest absolwentką Akademii Sztuk Pięknych w Poznaniu. Ukończyła szkolenie psychoterapeutyczne w Fundacji Studium Psychologii Procesu, w Warszawie i otrzymała tytuł psychoterapeutki. 

## Kariera muzyczna
Kiedy miała 14 lat, została wokalistką kabaretu Piwnica pod Baranami w Krakowie. W 2005 zdobyła trzecią nagrodę na 41. Studenckim Festiwalu Piosenki w Krakowie, a rok później zajęła pierwsze miejsce na XXX Spotkaniach Zamkowych w Olsztynie oraz wygrała konkurs na interpretację piosenek Agnieszki Osieckiej na festiwalu Pamiętajmy o Osieckiej. W 2007 została laureatką stypendium twórczego im. Marka Grechuty, zaś w 2008 – stypendium Artystycznego Miasta Poznania za osiągnięcia w dziedzinie piosenki. W tym samym roku wspierała jazzową wokalistkę Stacey Kent w jej ogólnopolskiej trasie koncertowej.
17 maja 2010 wydała debiutancki album studyjny pt. Wyspa. W tym samym roku wyjechała do Berlina, gdzie wzięła udział w warsztatach duchowych prowadzonych przez holenderskiego Żyda Daana van Kampenhouta. Spotkania zainspirowały ją do napisania materiału Kołysanki na wieczny sen, składającego się z czternastu utworów śpiewanych w języku hebrajskim. Premierowy koncert odbył się podczas Tzadik Festival w Poznaniu, a na początku października 2012 wydała album studyjny o tym samym tytule, który nagrała z kwartetem jazzowym Soundcheck. Również w 2012 została aktorką zespołu teatralno-kabaretowego „Pożar w Burdelu”. W sierpniu 2014 zagrała materiał z płyty pt. Kołysanki na wieczny sen podczas Festiwalu Kultury Żydowskiej „Warszawa Singera”.
W czerwcu 2015 wystąpiła z piosenką Kaliny Jędrusik „Nie pamiętam…” podczas koncertu Scenki i obscenki, czyli Jeremiego Przybory piosenki! z okazji setnej rocznicy urodzin Jeremiego Przybory, odbywającym się w ramach 52. Krajowym Festiwalu Piosenki Polskiej w Opolu.
We wrześniu 2019 Polskie Radio wydało album koncertowy pt. Coś przyjdzie: miłość lub wojna, będący zapisem audiowizualnym projektu Piękniewskiej, na który składają się utwory muzyczne do wierszy Zuzanny Ginczanki oraz tzw. Młodych Poetów z Getta, tj. Abramka Koplowicza, Abrama Cytryna i Janki Hescheles. Od sierpnia 2020 pracuje nad recitalem Zamiast różowego listy, zawierającego wiersze Zuzanny Ginczanki.
W roku 2021 napisała, wraz z Magdą Czpińską i Magdą Umer, utwór „Pieśń dla Lasu” (muz. Paweł Skorupka). Do nagrania zaproszeni zostali: Magda Cielecka, Maciej Stuhr, Natalia Kukulska, Michał Pepel, Izabella Szałaj-Zimak, Adam Wolski. Piosenka miła wspierać działania humanitarne na granicy Polsko-Białoruskiej. 
W czerwcu 2024 nagrała utwór „Niewarszawa” z Orkiestrą Sinfonia Varsovia. W grudniu tego samego roku w Radiowej Trójce zaśpiewała recital „Niewarszawa”, na który składa się kilkanaście piosenek do słów Michała Walczaka i muzyki Jacka Kity.
Prowadzi warsztaty dotyczące pracy z głosem.

## Życie prywatne
Była zamężna z Arkadiuszem Romańskim (współwłaścicielem agencji Huncwot), z którym ma córkę Marię Gretę. 9 grudnia 2016 poślubiła Pawła Bema (bratanka Ewy Bem, historyka literatury, członka Zarządu PEN Club Polska) , z którym ma syna, Fryderyka (ur. 31 października 2017). Po zmianie stanu cywilnego przyjęła nazwisko męża, jednak karierę artystyczną kontynuuje pod nazwiskiem panieńskim.

## Dyskografia
Albumy studyjne
- Wyspa (2010, MCA Music)
- Kołysanki na wieczny sen (2012, RockRockers)
- Coś przyjdzie: miłość lub wojna (2019, Polskie Radio)